# Anileridin
Az anileridin bódító hatású, a központi idegrendszerre ható, opioid típusú fájdalomcsillapító közepes vagy komoly fájdalom ellen.
Állatokban hatáserőssége megközelíti a morfiumét, és többszörösen felülmúlja a hozzá kémiailag hasonló petidint. Az utóbbival ellentétben jó köhögéscsillapító. Gyengén gátolja az acetilkolint és a hisztamint.
Kábítószernek minősül. Számos sportágban doppinglistán van.

## Alkalmazás
Alkalmazható vese- vagy epegörcs, égési sérülés, csonttörés, rák, angina pectoris okozta fájdalom ellen, szívroham kezelésekor a pihenés elősegítésére, a félelem oldására.
A peditinhez hasonlóan altatáskor kiegészítő szerként adható az altatószer mennyiségének csökkentésére, az izomlazulás elősegítésére, a gégegörcs oldására.
Szülés fájdalmak ellen önállóan, szkopolaminnal vagy barbiturátokkal együtt adva lehetővé teszi a fájások közötti pihenést, néha az alvást.
A morfiumhoz és petidinhez hasonlóan fennáll a függővé válás veszélye, ezért nem szabad szükségtelenül adni.

## Mellékhatások, ellenjavallatok
A szert fokozott óvatossággal kell adni szív-, máj-, pajzsmirigy- és tüdőbetegség, Addison-kór és korábbi kábítószer- ill. alkoholfüggőség esetén. Kellő klinikai tapasztalat híján ellenjavallt 12 éven aluliaknak.
Terhesség alatt csak indokolt esetben adható. Ismert, hogy kiválasztódik az anyatejbe.
Kölcsönhatásba léphet más fájdalomcsillapítókkal, nyugtatókkal, monoaminoxidáz-gátló(en) gyógyszerekkel (MAOI-kkal). Ezek erősíthetik a légzésdepressziós mellékhatást.
Az emésztőrendszeri mellékhatások csökkenthetők, ha a szert étellel vagy tejjel veszik be.
A leggyakoribb mellékhatás a légzésdepresszió(en), különösen idősebbeknél és meggyöngült szervezetűeknél, valamint azoknál, akik oxigénhiányos állapotot okozó betegségben szenvednek.
Más, viszonylag gyakori mellékhatás: homályos látás, álmosság, szédülés, szájszárazság, székrekedés. Ritkább, súlyosabb mellékhatások: ájulás, zavartság, idegesség, ingerlékenység. Allergia nagyon ritkán fordul elő.

## Adagolás
Hidroklorid formában, szájon át, szükség szerint 6 óránként, 25 mg mennyiségben. A 6 óránál rövidebb idő ill. az 50 mg-nál nagyobb adag nem kívánatos. 15 percen belül hatni kezd, 2–4 óra a hatása.
Foszfát formában bőr alá vagy izomba adott injekcióban. A kezdő adag 25–50 mg 4–6 óránként.
Intravénás beadáskor aneszteziológus legyen jelen. Nagy hígításban, lassan kell beadni, infúzióban 0,6 mg/perc sebességgel a légzésmegállás (apnea(en) elkerülésére. Ilyenkor az adag felnőtteknél 50–100 mg. Ha mégis fellépne a légzési nehézség, naloxon adandó ellenanyagként.
Az elvonási tünetek miatt az anileridint fokozatosan kell abbahagyni.

## Készítmények
A nemzetközi gyógyszerkereskedelemben számos készítmény alkotórésze önállóan vagy kombinációban.
Magyarországon nincs forgalomban.